# 莫萨诺
莫萨诺（義大利語：Mossano），是意大利威尼托大区维琴察省的一个市镇。总面积13平方公里，人口1808人，人口密度139.1人/平方公里（2009年）。国家统计（ISTAT）代码为024069。